# Brotos do capitalismo
Brotos do capitalismo, sementes do capitalismo ou brotos capitalistas são características da economia do final das dinastias Ming e início da dinastia Qing (séculos XVI a XVIII) que os historiadores da China continental têm visto como semelhantes a desenvolvimentos na Europa pré-industrial, e como precursores de um hipotético desenvolvimento autóctone do capitalismo industrial. A historiografia nacionalista coreana também adotou a ideia. Na China, a teoria dos brotos foi denunciada durante a Revolução Cultural, mas viu um interesse renovado depois que a economia começou a crescer rapidamente na década de 1980.

## Origens da ideia

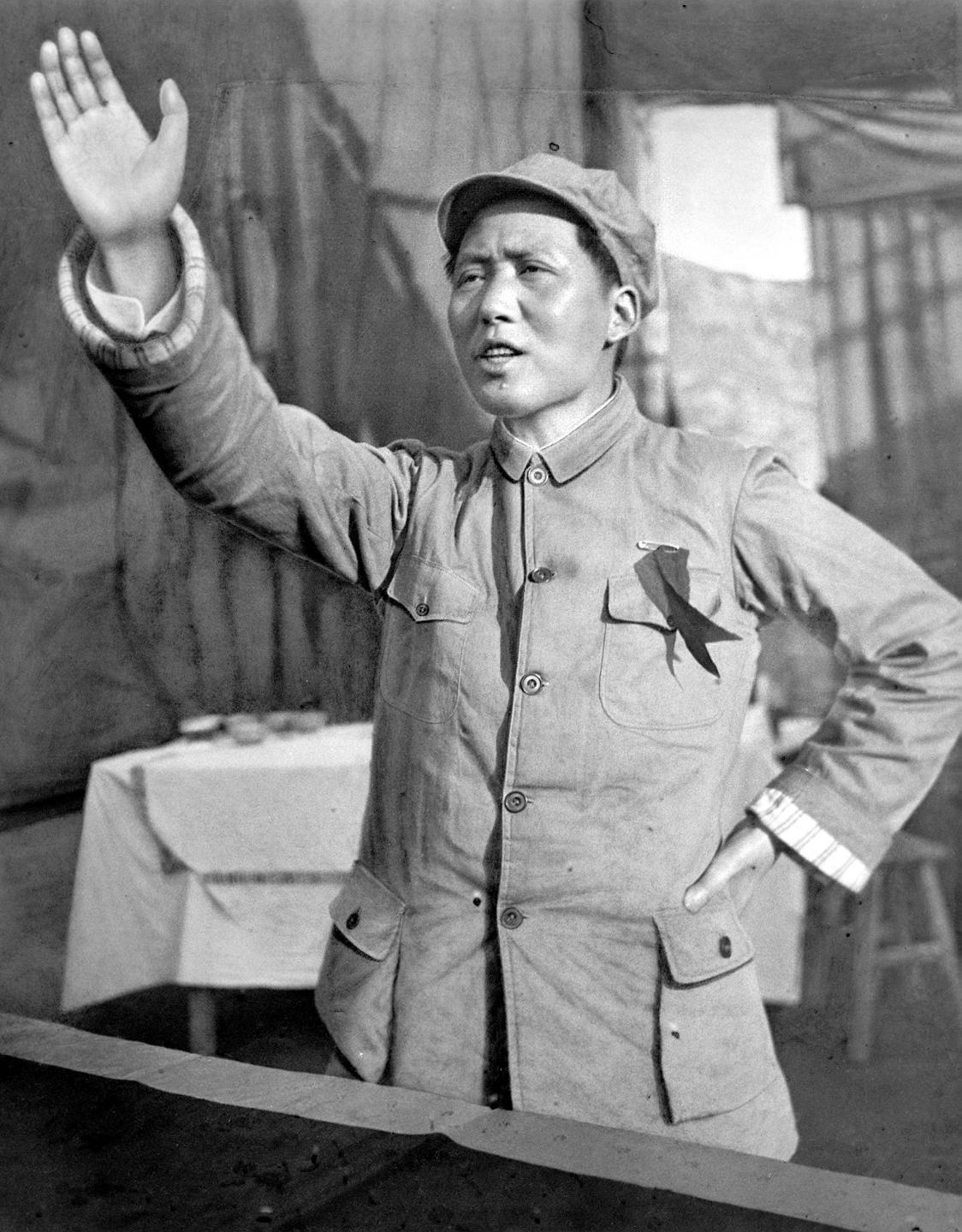
Mao Tsé-Tung em Yan'an, onde editou o livro didático A Revolução Chinesa e o Partido Comunista Chinês

O termo chinês foi usado pela primeira vez no primeiro capítulo, "Sociedade Chinesa", de A Revolução Chinesa e o Partido Comunista Chinês, editado por Mao Tsé-Tung em 1939:

Como a sociedade feudal da China desenvolveu uma economia mercantil e assim trazia dentro de si as sementes do capitalismo, a China teria se desenvolvido lentamente em uma sociedade capitalista, mesmo sem o impacto do capitalismo estrangeiro.— A Revolução Chinesa e o Partido Comunista Chinês
Ideias semelhantes haviam sido exploradas pelos marxistas chineses nas décadas de 1920 e 1930, e proporcionaram uma forma de conciliar a história chinesa com os cinco estágios dos modos de produção de Karl Marx e Frederick Engels: primitiva, escravista, feudal, capitalista e socialista.
Shang Yue e outros historiadores chineses procuraram justificar a hipótese de Mao na década de 1950, produzindo uma série de artigos coletados em dois volumes intitulado Ensaios sobre o Debate sobre os Brotos do Capitalismo na China publicado em 1957 e 1960. Eles identificaram uma série de desenvolvimentos na economia chinesa entre os séculos XVI e XVIII, incluindo agricultura aprimorada e tecnologias de artesanato, melhoria e expansão dos mercados e mudanças nas relações de trabalho assalariado. Esses desenvolvimentos foram comparados a mudanças anteriores nas economias europeias e considerados como constituindo uma nova fase protocapitalista da história econômica chinesa. Algumas versões da teoria afirmavam que o desenvolvimento autóctone do capitalismo industrial foi evitado pela invasão Manchu do século XVII ou pelos conflitos do século XIX com potências europeias, como a Guerra do Ópio, enquanto outros acreditavam que os brotos sempre foram fracos e murcharam no século XIX.

## História posterior da ideia
Estas ideias foram também exploradas por historiadores japoneses da China na década de 1950, embora tenham concluído que era improvável uma transformação decisiva. Em 1980, o falecido historiador Mori Masao disse que este trabalho "não produziu resultados teóricos satisfatórios, embora tenha descoberto uma riqueza de fatos históricos que até então eram desconhecidos". Os historiadores econômicos ocidentais tendem a rejeitar a sugestão de que esses desenvolvimentos pressagiavam uma transformação capitalista.
Na China, Shang Yue e as teorias dos "brotos" foram denunciadas no Movimento Antidireitista e na Revolução Cultural por sua ênfase no capitalismo e por contradizer a ênfase de Mao na reação chinesa ao imperialismo ocidental no século XIX. A queda da Camarilha dos Quatro em 1976 e o abertura econômica da China na década de 1980 levaram a um renovado interesse chinês por essas ideias. Uma contribuição notável foi Uma História do Desenvolvimento do Capitalismo na China, em três volumes, por Wu Chengming e colegas em 1985, com o segundo volume tratando dos brotos do capitalismo. Muitos historiadores chineses agora aceitam que os "brotos" não representaram uma nova fase decisiva do desenvolvimento econômico.
Economistas como Philip Huang e Li Bozhong atacaram a pesquisa de "brotos" e outras abordagens que medem a história econômica chinesa contra os desenvolvimentos na Europa Ocidental. Eles desafiam a suposição subjacente de um único caminho de desenvolvimento refletido pela experiência europeia, e argumentam que o foco nas semelhanças com a Europa distorce o estudo da história chinesa.

## Paralelos identificados na literatura dos brotos

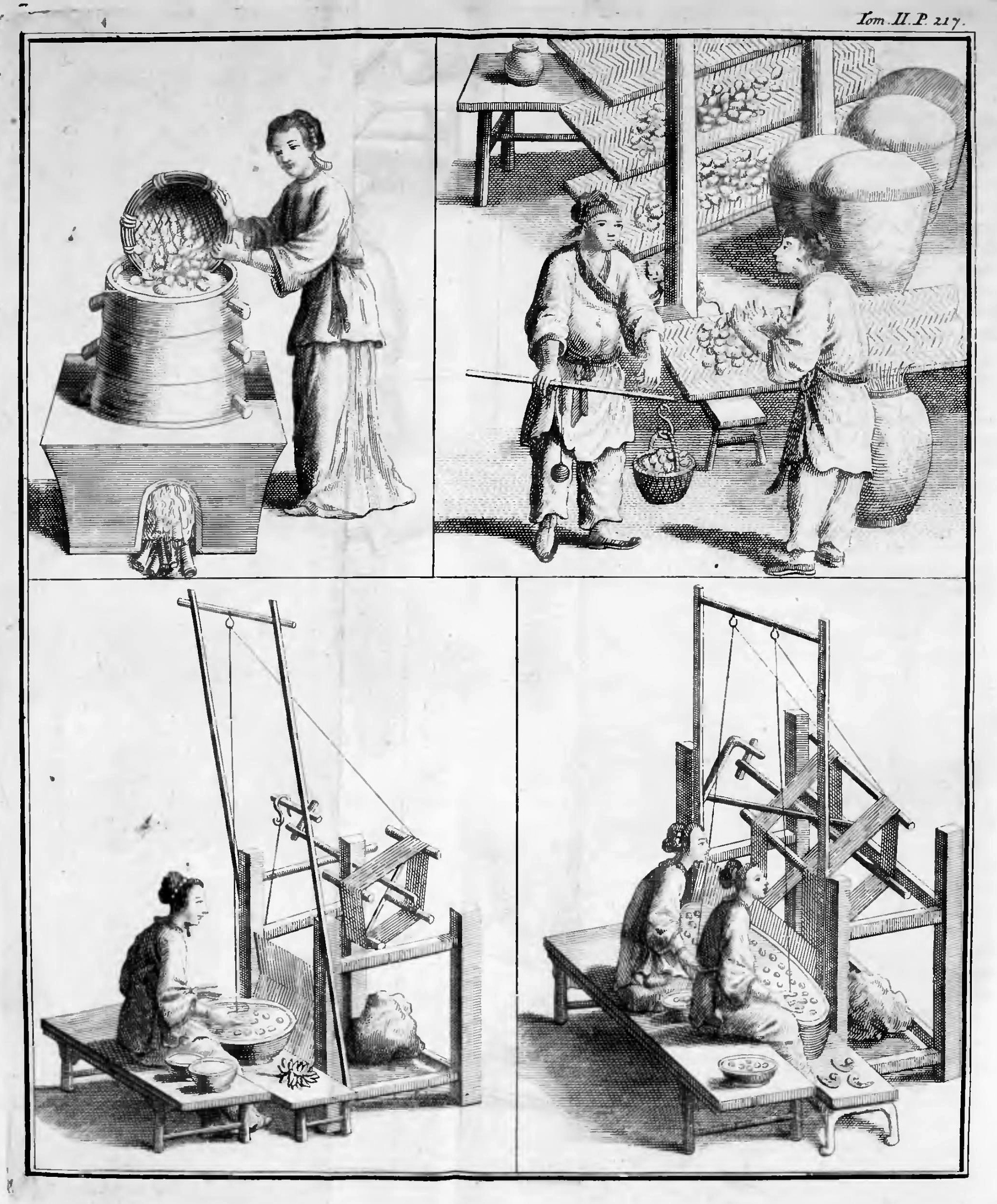
Trabalhadores chineses das indústrias da porcelana e da seda (início do século XVIII)

Os pesquisadores dos brotos tendiam a identificar a expansão de mercados com o capitalismo. Em um estudo influente de 1957, Fu Yiling colocou a origem dos brotos em uma "revolução comercial" do século XVI. As exportações chinesas para o Ocidente geraram um influxo de prata das Américas que expandiu a oferta de dinheiro, impulsionando a monetização dos mercados e a tributação. Os séculos seguintes testemunharam o aumento da especialização regional e a integração dos mercados rurais.
Pesquisadores apontaram o aumento do trabalho assalariado no final da Ming e nas primeiras oficinas da Qing em indústrias têxteis, de papel e outras. No entanto, elas careciam dos métodos de contabilidade de produção encontrados nas fábricas europeias, alcançando a produção em grande escala usando muito oficinas pequenas, cada uma com uma pequena equipe de trabalhadores sob um artesão mestre.
A organização da tecelagem da seda nas cidades chinesas do século XVIII foi comparada ao sistema putting-out usado nas indústrias têxteis europeias entre os séculos XIII e XVIII. Com o crescimento do comércio inter-regional de seda, as casas comerciais começaram a organizar a fabricação para garantir seus suprimentos, fornecendo seda para as famílias tecerem como trabalho por peça [en]. Em contraste com a Europa, onde o putting-out visava canalizar a mão de obra rural para contornar o sistema de corporações urbanas, o sistema chinês era um mecanismo de de propagação de risco. Além disso, embora o putting-out tenha começado muito antes na Europa continental, foi somente na indústria inglesa do algodão que ela levou à industrialização.

## Historiografia coreana
Os historiadores nacionalistas coreanos propuseram uma teoria dos "brotos" como um contraponto à afirmação de que a industrialização coreana era a "progênie" da industrialização japonesa. De acordo com essa teoria, os agricultores responderam à escassez de mão de obra do século XVII causada por invasões estrangeiras adotando métodos agrícolas mais eficientes, levando a uma maior comercialização e proto-industrialização, que foi contida pela interferência japonesa a partir do final do século XIX. Tornou-se a teoria ortodoxa nos livros escolares na Coreia do Sul e do Norte. No entanto, desde os anos 1980, os historiadores sul-coreanos desacreditaram amplamente a teoria.

## Obras
- «中國資本主义萌芽問題討論集» Zhōngguó zīběn zhǔyì méngyá wèntí tǎolùn jí [Ensaios sobre o debate sobre os brotos do capitalismo na China]. Universidade Renmin da China
- «中國資本主义萌芽問題討論集 : 續編» Zhōngguó zīběn zhǔyì méngyá wèntí tǎolùn jí: xù biān [Ensaios sobre o debate sobre os brotos do capitalismo na China, continuação]. Pequim: Universidade Renmin da China. 1960
- Xu, Dixin; Wu, Chengming (1985). «中国资本主义的萌芽» Zhōngguó zīběn zhǔyì de méngyá [Brotos do Capitalismo na China]. Pequim: Renmin Chubanshe. Zhōngguó zīběn zhǔyì fāzhǎn shǐ 《中国资本主义发展史》 [Uma História do Desenvolvimento do Capitalismo na China]. 2
- Xu, Dixin; Wu, Chengming (2000).  Curwen, Peter, ed. Chinese capitalism, 1522–1840. [S.l.]: Macmillan. ISBN 978-0-312-21729-7, tradução revisada e resumida dos três volumes de Xu & Wu (1985)